# Buttes témoins des avant-causses
Buttes témoins des avant-causses este o arie protejată (sit de importanță comunitară — SCI) din Franța întinsă pe o suprafață de 2.325 ha, integral pe uscat.

## Localizare
Centrul sitului Buttes témoins des avant-causses este situat la coordonatele 44°11′05″N 3°06′52″E / 44.18472°N 3.11444°E.

## Înființare
Situl Buttes témoins des avant-causses a fost declarat arie specială de conservare în baza directivei 92/43 din 1992 referitoare la conservarea habitatelor naturale și a faunei și florei sălbatice pentru a proteja 1 specie de animale.

## Biodiversitate
Situată în ecoregiunea mediteraneană, aria protejată conține 6 habitate naturale: Formațiuni stabile xerotermofile de Buxus sempervirens pe pante stâncoase (Berberidion p.p.), Pajiști uscate seminaturale și facies de acoperire cu tufișuri pe substraturi calcaroase (Festuco-Brometalia) (* situri importante pentru orhidee), Păduri de Quercus ilex și Quercus rotundifolia, Dehesas cu Quercus spp. perene, Formațiuni de Juniperus communis pe lande sau pajiști calcaroase, Peșteri inaccesibile publicului.
La baza desemnării sitului se află o specie protejată de  nevertebrate: fluturele auriu (Euphydryas aurinia).
Pe lângă speciile protejate, pe teritoriul sitului au mai fost identificate 1 specie de păsări, 1 specie de nevertebrate.